# Troglodyte de Socorro
Troglodytes sissonii
Espèce
Statut de conservation UICN

 NT  : Quasi menacé
Synonymes
- Thryomanes sissonii

Le Troglodyte de Socorro (Troglodytes sissonii) est une espèce de passereaux de la famille des Troglodytidae.

## Répartition
Il est endémique de Socorro au Mexique.